# Українці Швеції
Українці у Швеції — особи з українським громадянством або національністю, які перебувають на території Швеції.

## Історія
Перша українська політична імміграція до Швеції була наслідком подій, що мали місце під час Північної війни (1700—1721 рр.). Це були козаки на чолі з гетьманом Пилипом Орликом, які прибули до Швеції у 1715 році. У шведському місті Крістіанстад на будинку, де проживав Пилип Орлик, встановлено пам'ятну дошку на його честь.
Наступна хвиля українських іммігрантів прибула до Швеції в другій половині XIX — на початку ХХ століття. Це були в основному жінки з Галичини, що на той час належала до Австро-Угорської імперії. Більшість з них повернулись на свої рідні землі, але деякі асимілювались у шведське суспільство.
Значна кількість українців почала прибувати до Швеції на початку Другої світової війни. Під час Зимової війни між Фінляндією та Радянським Союзом (1939 — 1940 рр.) у фінському полоні опинилося чимало українців. Це спонукало організацію ОУН створити у Гельсінкі свій осередок, який очолив Богдан Кентржинський. Метою діяльності цієї організації було допомагати українським полоненим та одночасно проводити інформаційно-пропагандистську роботу.
Нова іммігрантська хвиля з'явилась у Швеції під кінець Другої світової війни. Вважається, що у перші повоєнні роки тут проживало приблизно 2,5 тисячі осіб українського походження. Пізніше частина з них виїхала до США, Канади та інших країн.
У 1947 році в Стокгольмі була створена «Українська громада Швеції». Перші загальні збори Української громади та перший з'їзд українців у Швеції відбулися 6 січня 1948 року в м. Флюста поблизу Стокгольму. Тут було прийняте рішення щодо назви об'єднання, затверджено її статут. Першим головою Української громади був В. Федорчук (1948 — 1951 рр.). Пізніше головами громади обирались В.Бутько (1952), К.Гарбар (1953—1978 рр.), Б.Залуга (1979—1992 рр., 1994—1998 рр.), П.Басараб-Горват (1992—1994 рр., 1998—1999 рр.), І.Сушельницька (1999—2006 рр.), Л.Коваль (з квітня 2006 року).
Як на початкових етапах, так і нині головним завдання української громади є інформаційно-просвітянська робота. З 1954 року протягом декількох десятиріч об'єднанням видавався інформаційний бюлетень «Скандинавські вісті», який виходив українською та шведською мовами 1-3 рази на рік і де вміщувались публікації шведської та європейської преси з української тематики, статті про українську культуру та історію. Проте, його випуск було припинено у зв'язку з браком коштів.
У Стокгольмі в 1950-ті роки було також відкрито Український інформаційний центр під керівництвом Богдана Кентржинського. Завдяки Інформаційному центрові діяльність українців у Швеції помітно активізувалася. Активно працював Український академічний клуб, який об'єднував українських студентів. Була також створена міжнародна біженська спілка Екзильстудентська центральна організація в Скандинавії. До її складу входили студентські організації країн Балтійських держав, Польщі, Чехословаччини та Угорщини.
У Швеції існувало також декілька представництв та організацій, створених українськими націоналістично-емігрантськими колами, зокрема, представництво Союзу визволення України (очолював Осип Назарук), Українське інформаційне бюро (створене у 1916 році, очолювали В. Степанківський, М. Залізняк).

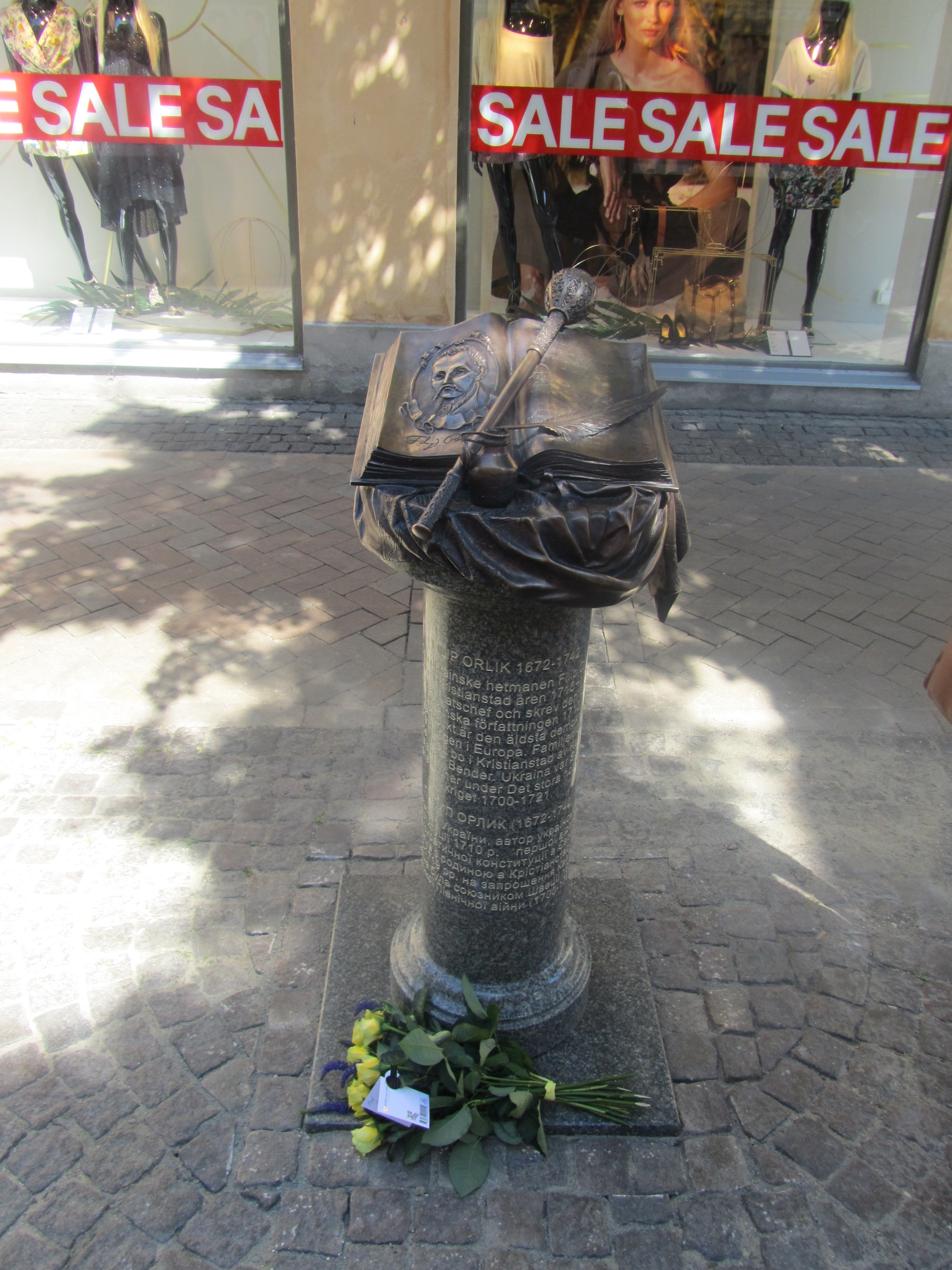
Пам'ятний знак присвячений Пилипу Орлику в м. Крістіанстад Швеція, 2011, автори: Крилов Борис та Сидорук Олесь

## Громадські організації
На територія Королівства Швеція діють такі громадські організації:
1. Союз Українок Скандинавії (Стокгольм).
2. Українська Громада у Гетеборзі[2] (м. Гетеборг).
3. Громадська організація «Шведські козаки» (Стокгольм).
4. Українське-шведське товариство (м. Гетеборг).
5. Українська громада в Швеції (Стокгольм).
6. Український інститут у Швеції[3] (Стокгольм).
7. Nordic Ukraine Forum[4] (раніше - Українська Молодь Швеції) (Стокгольм).
8. Дитячо-юнацька організація «Джерело» (Стокгольм).
9. Національна організація «Український Союз» (м. Гетеборг)
10. Українсько-шведська культурна спілка (м. Мальме).
11. Активні Українці Європи[5] (Стокгольм).
12. Ватра — Українська Асоціація у Швеції.

## Богослужіння
У Швеції, в різних містах, щонедільно, проводяться богослужіння українською мовою. Наприклад, служіння у помісній церкві ХВЄ в Стокгольмі.

## Відомі особистості
- Пилип Орлик — український політичний, державний і військовий діяч, Гетьман Війська Запорозького у вигнанні (1710—1742), поет, публіцист.
- Богдан Кентржинський — дослідник історії України XVII—XVIII ст., політичний діяч, публіцист, журналіст, перекладач, член НТШ, член-кореспондент УВАН
- Марина Шипченко — шведська співачка українського походження, солістка і клавішниця електронного і поп- гурту Bodies Without Organs
- Марія Хассан - український історик і шведський політик, депутат шведського парламенту Риксдагу (2002—2006) від соціал-демократичної партії.